# LibGDX
LibGDX — фреймворк для создания игр и приложений, написанный на Java с использованием C и C++ (для более быстрой работы) и позволяющий писать кроссплатформенные игры и приложения, используя один код.

## Архитектура
LibGDX позволяет разработчику писать, тестировать и вести отладку кода на собственном компьютере, а также переносить его на другие ОС. При этом используются отдельные модули для сборки приложения под каждую платформу, а также независимый модуль, который содержит основной код приложения.

## Технические характеристики
- Кроссплатформенность: поддерживаются Windows, Linux (включая RPi), macOS, Android ОС, Браузеры с поддержкой WebGL и iOS. 32 и 64-разрядные версии ОС;
- Гибкость: можно подключить физический движок Box2D для работы с объектами и физикой реального мира, добавить поддержку TrueType шрифтов или работать с 3D объектами;
- Работа на разных уровнях абстракции: фреймворк предоставляет готовую архитектуру, но при этом позволяет разработчику напрямую отдавать команды OpenGL;
- Высокая производительность.

## Известные проекты
- Ingress
- Slay the Spire[1]
- Mindustry
- UnCiv

## Сторонние библиотеки и фреймворки
LibGDX поддерживает разработку со следующими расширениями:

### gdxAI
Фреймворк искусственного интеллекта (ИИ), который был отделен от основной библиотеки с версией 1.4.1 в октябре 2014 года и перемещён в собственный репозиторий. И хотя изначально он был разработан для libGDX, его можно использовать и с другими фреймворками. gdxAI ориентирован на использование ИИ в играх, например, для нахождения путей или принятия решений и передвижения.

### gdx freetype
Может быть использован для отрисовки шрифтов FreeType, вместо использования статических растровых изображений, которые не поддерживают масштабирование.

### Box2D
Обёртка для физического движка Box2D. Была представлена в 2010 году и перенесена к дополнениям с релизом версии 1.0.

### packr
Вспомогательный инструмент, который связывает пользовательскую JRE с приложением, поэтому конечным пользователям не нужно устанавливать свою собственную.

### Hyperlap2D
Форк проекта Overlap2D, который предоставлял программисту графический интерфейс для редактуры сцены и её будущей отрисовки.